# Национално знаме на Салвадор
Националното знаме на Салвадор е прието на 18 май 1912 година. Знамето е съставено от три равни хоризонтални ивици в синьо, бяло и синьо. В средата на знамето върху бялата ивица се намира герба на държавата.